# Chúng tôi đơn giản là gấu
We Bare Bears (tiếng Việt: Chúng tôi đơn giản là gấu) là loạt phim hoạt hình dài tập của Mỹ do Daniel Chong sáng tạo và Manny Hernandez đạo diễn. Phim được phát sóng trên kênh Cartoon Network, kể về cuộc sống của ba anh em nhà gấu: Gấu Xám (Grizzly), Gấu Trúc (Panda) và Gấu Trắng (Ice Bear) với mơ ước được hòa nhập vào thế giới loài người đầy khó khăn ở khu vực vịnh San Francisco thuộc tiểu bang California. Dựa vào bộ truyện tranh điện tử của tác giả Chong mang tên gọi "The Three Bare Bears", tập chiếu thử đã được trình diễn ở sự kiện Klik Amsterdam Animation Festival. Bản chính thức được khởi chiếu sau đó vào ngày 27 tháng 7 năm 2015. Đây là phim hoạt hình đầu tiên của Cartoon Network dựa trên nguyên tác truyện tranh.

## Nội dung của câu chuyện
Chúng tôi đơn giản là gấu kể các câu chuyện về những tình huống bất ngờ trong cuộc sống của ba anh em Gấu xám, Gấu trúc và Gấu trắng. Các chú gấu cố gắng để hòa nhập với xã hội loài người, chẳng hạn như mua thực phẩm, đi tắm hơi, spa, chơi thể thao, sử dụng mạng xã hội, làm bạn đồng hành cùng con người hoặc cố gắng để trở nên nổi tiếng trên Internet. Mặc dù đã rất nỗ lực để đạt được mục tiêu của mình nhưng do tính chất khác biệt giữa sự văn minh của con người và bản năng động vật của riêng mình, các chú gấu đã gặp không ít khó khăn, thử thách và các câu chuyện bi hài. Tuy nhiên, cuối cùng những chú gấu biết rằng họ vẫn luôn cần ở bên gia đình để tương trợ lẫn nhau trong các vấn đề của cuộc sống. Một khía cạnh đáng chú ý trong sự hài hước của bộ phim là khả năng đặc biệt của loài gấu khi tạo thành một "chồng gấu (gấu xếp chồng)", như tên gọi của nó, những chú gấu nằm thân của mỗi người, hỗ trợ lẫn nhau khi di chuyển.

## Các nhân vật

### Nhân vật chính
- Grizzly "Grizz" (tạm dịch: Gấu xám) là một chú gấu xám, là anh cả và là lãnh đạo của anh em. Gấu xám là một chú gấu vui vẻ, yêu thương những người có xu hướng mà những người khác thích. Gấu xám rất hòa đồng với những xã hội vớ vẩn. Mặc dù vậy, anh luôn muốn gặp gỡ những người mới và cố gắng làm bạn với tất cả mọi người gặp được. Khi còn là một đứa trẻ, anh đã được cứu bởi một nhóm các lính cứu hỏa đã ngăn anh rơi khỏi một cái cây trong một cơn bão. Dường như anh trẻ con hơn như trong tập "Burrito".
- Panda (tạm dịch: Gấu trúc) là một chú gấu trúc. Anh là anh trai giữa và có biệt danh là Pan Pan (Trúc Trúc) do Gấu xám đặt. Anh hay mềm lòng và bị xấu hổ hay lo lắng một cách dễ dàng. Gấu trúc tự tin hơn rất nhiều so với người anh em của mình. Anh chuyên về công nghệ và sử dụng kỹ năng về truyền thông xã hội trực tuyến và các trang web hẹn hò, mà anh tìm thấy ít hoặc không có thành công. Anh là người sáng tạo hơn các anh em, và chắc chắn là "dễ thương" như ở "Gấu trúc hắt xì." Gấu trúc là một người ăn chay và bị dị ứng nặng với đậu phộng và mèo. Bộ phim đã tiết lộ rằng Gấu trúc thích Anime và thích những thứ khác liên quan đến văn hóa Nhật Bản. Chúng ta có thể nhìn thấy anh ăn Ramen trong nhiều giai đoạn, và trong "Ngủ đông" anh được nhìn thấy một món ăn tương tự như Pocky. Gấu trúc đôi khi hành động khoa trương, đã khiến một số người tin rằng anh ta là Thuộc giống.
- Ice Bear (tạm dịch: Gấu trắng) là một chú gấu Bắc cực. Cậu là em út của Gấu xám và Gấu trúc. Gấu trắng thường kỷ luật và hiếm khi nói chuyện. Cậu ta chỉ nói ở ngôi thứ ba (mở đầu mỗi câu nói, cậu thường nói Ice Bear...). Cậu đã học để nói chuyện nhiều giống như hai người anh của mình, như tiết lộ trong "Hòn đảo". Cậu học đa ngôn ngữ và được chứng minh rằng cậu biết nói tiếng Hàn, tiếng Pháp và tiếng Nga lưu loát. Gấu trắng cũng có thể nói chuyện với chim bồ câu trong tập "Đồ của chúng tôi". Cậu cũng là một đầu bếp có tay nghề cao, vũ công salsa, một người biết chế tạo và sửa robot và là một võ sĩ. Gấu trắng tài năng hơn các anh em, luôn luôn duy trì một "thái độ băng mát mẻ" ngay cả trong những trường hợp lúng túng nhất và đáng xấu hổ nhất. Như đã thấy trong tập "Gấu Trắng bỏ đi", 2 anh của cậu thường giao cho cậu các việc nấu nướng, dọn nhà và không coi trọng việc cậu làm, mặc dù cuối cùng họ nhận ra sai lầm của họ. Gấu trắng ngủ trong tủ lạnh với một cái rìu lửa. Nó đã được tiết lộ trong tập "Yuri và chú gấu". Trong tập này, Gấu trắng được nuôi dưỡng bởi một người đàn ông Nga tên là Yuri. Đây có lẽ là cách cậu đã học tiếng Nga, và vì Yuri nói theo ngôi thứ ba, rất có thể là Gấu trắng đã tiếp thu được những thói quen đó.

### Nhân vật phụ
- Chloe Park là một cô gái thần đồng 10 tuổi người Mỹ gốc Hàn, hiện đang bảo lưu kết quả học tập và đã là sinh viên đại học. Trong tập phim "Chloe", cô cố gắng đột nhập vào hang động của 3 anh em nhà gấu để nghiên cứu, tìm kiếm thông tin, kiến thức cho một bài thuyết trình về các chủng loài gấu ở trường đại học, trên đường đi, cô đã kết bạn với 3 chú gấu. Nhưng trước đó, do để quên máy tính ở hang của những chú gấu, anh em nhà gấu đã sửa lại bài thuyết trình của cô. Chloe thực ra không có nhiều bạn bè, thân thiết nhất bên cạnh Chloe lúc này là những chú gấu và cô cũng có một khoảng thời gian khó khăn liên quan đến những bạn bè lớn tuổi hơn mình. Trong khi cha cô đồng ý cho Chloe được bảo lưu kết quả học tập, Chloe sau đó trở nên thân thiết và đồng ý kết bạn với 3 anh em nhà gấu, cha cô tuy lo lắng nhưng mẹ cô lại rất ủng hộ mối quan hệ này.
- Nom Nom là một chú gấu Koala. Anh sống trong thành phố và là một ngôi sao nổi tiếng trên Internet, nổi tiếng với các video "dễ thương" của mình. Mặc dù không nói chuyện trong tất cả các video của mình, nhưng Nom Nom rất hay giận dữ đối với tất cả mọi người anh tiếp xúc, đặc biệt là những chú gấu. Gấu Xám áp đặt anh ta đủ điều để nói chuyện với anh ta và thừa nhận rằng anh thích video của mình, nhưng Nom Nom tự làm trung tâm và quan tâm nhiều hơn với những thứ vật chất. Trong tập "Video nổi tiếng", Nom Nom nói rằng anh không cần bất kỳ bạn bè nào bởi vì anh thấy họ không quan trọng và phiền phức, và chứng minh quan điểm của mình bằng cách đá Gấu xám ra khỏi xe limo của mình. Trong "Đoàn tuỳ tùng của Nom Nom", anh đã có một đối thủ có tên là Andy Bangs, người cũng rất là thô lỗ và tự làm trung tâm nhưng rất thích dọa người ngoài nghi ngờ trong video của mình. Andy thường theo sau hai chàng trai cao hơn được gọi là đoàn tùy tùng của mình và liên tục bắt nạt Nom Nom, đi xa như vậy để ăn cắp kính mát, đơn giản là đưa anh ta vào tai nạn.
- Charlie là một con lười chân dài. Anh lang thang một mình trong rừng San Francisco cho đến khi anh gặp 3 chú gấu trong tập "Charlie", nơi mà họ đồng ý để cho anh ta sống trong hang động của họ trong một thời gian ngắn thông qua một trang web được gọi CaveShare. Biết rằng, do cuộc sống của mình trong nỗi cô đơn, anh ấy bị lạc trong xã hội văn minh và không biết làm thế nào để là một người bạn tốt. Điều này dẫn đến anh vô tình gây ra sự tàn phá cho những con gấu bất cứ khi nào anh chơi với họ. Anh cũng bị quấy nhiễu bởi các phương tiện truyền thông cố gắng để có được hình ảnh của anh, mà kết quả là anh ta sợ camera. Trong tập "Quả bóng của Charlie", chúng ta thấy rằng Charlie cực kỳ điêu luyện trong xử lý bóng, và rằng chiều cao của mình làm cho anh ta hoàn hảo trong bóng rổ.
- Kiểm lâm Tabes là một kiểm lâm viên. Cô sống trong một túp lều nằm trong công viên, nơi những con gấu sống. Họ lần đầu tiên gặp cô ấy trong tập "Kiểm lâm Tabes", nơi cô giúp họ xác định một gói hàng mất tích. Cô tỏ ra quá tự tin, kiên trì và thậm chí hết sức ám ảnh với mong muốn giúp đỡ những con gấu. Nỗi ám ảnh của cô được khám phá trong tập "Sáng tạo bí ẩn", nơi cô cố gắng để nắm bắt và chứng minh sự tồn tại của Charlie. Cũng trong tập này, cô còn tiết lộ rằng mẹ cô cũng là một kiểm lâm viên và là người truyền cảm hứng cho mình. Trong "Bữa tiệc Giáng sinh", những con gấu cho cô ấy một con chó cho Giáng sinh. Tabes là người được các con gấu khá ngưỡng mộ và yêu quý, chúng coi như cô chính là người bảo vệ tuyệt vời của khu rừng.
- Lucy là một người giao hoa quả, cô cũng là người mà Gấu trúc yêu thầm. Cô có một em trai mắc bệnh hen suyễn và các bệnh dị ứng như Gấu Trúc. Cậu bị dị ứng lạc giống Gấu Trúc. Trong tập "The Limo", Lucy tiết lộ bạn trai của cô là Kale - người khiến Gấu Trúc ghen tị.

## Sản xuất
Chương trình được sáng tạo bởi Daniel Chong, người trước đó đã từng làm việc ở các xưởng phim hoạt hình nổi tiếng như Pixar và Illumination Entertainment. Trước khi được sản xuất thành phim, "Chúng tôi đơn giản là gấu" là một bộ truyện tranh trên mạng, bộ truyện này được phát hành từ năm 2010 đến 2011.

## Phiên bản nhí
We Baby Bears (Chúng tôi đơn giản là gấu con) là phiên bản nhí của loạt phim gốc do Manny Hernandez phát triển. Phim được công chiếu vào ngày 1 tháng 1 năm 2022. Ngày 31 tháng 1 năm 2022, loạt phim được làm mới cho mùa thứ hai.